# Relations entre le Pakistan et la Russie
La Russie est un pays européen et le Pakistan est un pays d'Asie du sud. Ils n'ont aucune frontière commune mais partagent le fuseau horaire UTC+5. Depuis son indépendance en 1947, le Pakistan a eu des relations avec l'Union des républiques socialistes soviétiques puis avec la Russie. Les deux pays sont membres de l'OCS, de l'ONU et de l'OIC.

## Histoire
Les relations entre la superpuissance et le Pakistan ont évolué au cours de la guerre froide. La relation entre Moscou et Islamabad ne fut jamais régulière mais répond à des épisodes qui ont touché la région.

### Période soviétique

#### Pré-Pakistan
La révolution de 1917 entraîne une réaction internationale avec le message de Vladimir Ilitch Lénine envers les peuples et leur droit de disposer d'eux-mêmes ainsi que l'anticolonialisme. Ce message trouve une réponse dans le Raj britannique, alors sous occupation anglaise, avec la création du Parti communiste d'Inde et son intégration dans le mouvement communiste international en 1920. On peut alors remonter jusqu'à cette date pour voir des premiers rapports entre les Pakistanais et les soviétiques.

#### Post-Raj et la création du Pakistan
Cette période peut être scindée en deux parties de 1947 à 1965, et jusqu'en 1991. Les deux territoires ne sont séparés que par une vingtaine de kilomètres entre le Khyber Pakhtunkhwa et la république socialiste soviétique du Tadjikistan. 

##### Des débuts compliqués (1947-1959)
Après son indépendance, la république islamique avait besoin de partenaires économiques ainsi que des fournisseurs d'armes pour le conflit du Cachemire en 1948, l'Union soviétique n'ayant pas envoyé de félicitation au nouveau pays n'était pas dans une bonne position. En 1949, une invitation fut envoyée par les soviétiques pour une visite diplomatique, les dirigeants pakistanais ont préféré se tourner vers les États-Unis. Toutefois, le Parti communiste du Pakistan avait une influence considérable sur la population pauvre et les classes moyennes. Ainsi, la conspiration de Rawalpindi en 1951 montre cette volonté de mettre de côté les personnalités pro-soviétiques dans la politique pakistanaise,. Ce qui n'empêche pas l'activité de partis considérés comme pro-soviétiques dans les deux parties du Pakistan.
En 1949, le premier ministre pakistanais Liaquat Ali Khan, refuse de se rendre en Union soviétique, lors de la même année, deux conférences économiques internationales sont organisées à Karachi. De plus, le Pakistan rejoint l'Organisation du traité de l'Asie du Sud-Est et le Pacte de Bagdad qui sont des accords internationaux formés de pays alors anti-communistes comme les États-Unis et le Royaume-Uni. Certains observateurs y voient une volonté de former un noyau anti-soviétique voire anti-communiste dans la région asiatique avec la Chine,,. L'Union soviétique était perçue comme une des plus grandes menaces pour le Pakistan, devançant même l'Inde. En réaction, l'Union soviétique soutint les pays frontaliers du Pakistan, l'Afghanistan et l'Inde. Le déplacement du président Boulganine et du premier secrétaire Nikita Khrouchtchev en Asie perturbe les relations entre les deux entités. En effet, les deux hommes considèrent le Cachemire comme étant la partie nord occidentale de l'Inde,. Les vétos aux conseils de sécurité, notamment en 1957, soulignent cette tendance. La question de la souveraineté de la région n'est pas claire pour les soviétiques, du moins pour le præsidium du Soviet suprême Anastase Mikoïan qui, lors d'une visite au Pakistan, s'en remet à la décision des habitants de la région. Cependant, lors d'un discours à Delhi, il confirme la place du Cachemire en Inde. Le parti pris lors du conflit, où les soviétiques ne fournissent des armes qu'aux Indiens, est clair. Lors de la même année, l'idée d'un investissement soviétique dans l'acier est lancé par Viatcheslav Molotov. De plus, lors de la même visite, un soutien est adressé aux Pachtounes vivant à la frontière afghano-pakistanaise et à leur droit d'autodétermination. 

##### Crise de l'U-2 et du Cachemire (1960-1965)
C'est en particulier la position du Pakistan en tant qu'allié du bloc de l'ouest qui motive ces positions. Dès 1958, le soupçon de la construction d'infrastructures pour lancer des missiles en direction du territoire soviétique devient un point de tension. L'incident de l'U-2 ne fait qu'accentuer la crise entre les deux pays. La base de Peshawar, où se situa la CIA à partir des années 1960 confirme alors cette position d'arrière-base des pays alliés aux États-Unis,. Toutefois, le nouveau président Kennedy, qui a des positions pro-indiennes, montre une détérioration entre les deux pays. L'ambassadeur soviétique Mihail Kapitsa eut alors ces termes : « Nous supportons l'Inde et l'Afghanistan contre vous, même s'ils ont tort, parce que ce sont nos amis. Par contre, vos amis ne vous supportent plus, même quand vous avez raison. »

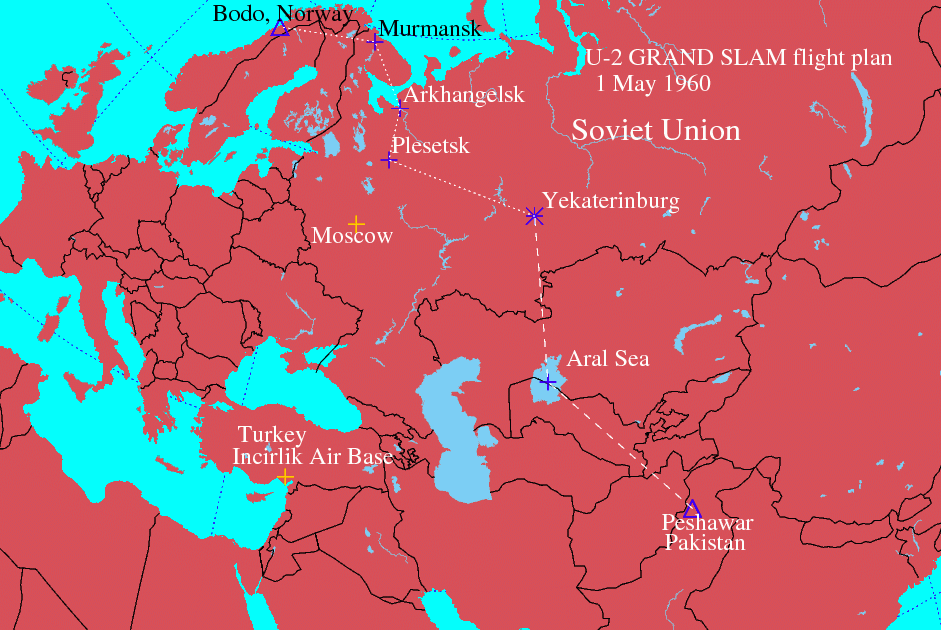
Plan de vol de l'U-2 partant de Peshawar.

Des signes d'amélioration avec l'accord pour l'exploration pétrolière conclu le 4 mars 1961. L'Union soviétique n'est désormais vue que comme menace non importante mais secondaire. L'année 1965 peut être considérée comme l'origine d'un changement majeur dans les relations pakistano-soviétiques.  
Le rapprochement avec la Chine communiste entraîne une crise entre les États-Unis et le Pakistan. Un déplacement du premier ministre Ayub Khan fut annulé par le président américain. De même, les positions pro-indiennes sont de plus en plus intenses aux États-Unis, le Pakistan change alors sa politique extérieure intégrant le mouvement des non-alignés. La visite en avril 1965 du président Ayub - premier déplacement d'un Homme d'État sur le sol russe - resserre les liens entre les deux pays. À la fin de la visite, un communiqué exprime la volonté commune de se battre contre l'impérialisme et le colonialisme. Cette visite permit l'éclaircissement des positions pakistanaises envers la Chine, les bases américaines et les pactes du bloc de l'ouest ; quant aux soviétiques, ils devaient répondre de la position sur le Cachemire, la question pachtoune ainsi que sur le soutien à l'Inde. Le Kremlin argumenta que l'aide apporté à l'Inde n'avait pour but que la protection de ce pays face à la Chine et à l'impérialisme. Le Pakistan justifia que sa position dans les pactes tels que le CENTO fut motivée par la sécurité de son territoire. Aussi, le président pakistanais affirma que son pays ne sera pas l'initiateur d'une agression envers l'Union soviétique,. Cette visite fut, pour la CIA, une des « meilleures visites de chef d'État dans les dernières années ». Ce changement de position incite alors les Soviétiques à faire de même en mettant en place une médiation pour mettre fin à la deuxième guerre indo-pakistanaise et éviter une intervention chinoise dans le cadre de la rupture entre les soviétiques et la Chine de Mao Zedong,. Cela aboutira par la suite à la déclaration de Tachkent, signée en Union soviétique.

##### Détente (1965-1971)
L'année 1965 montre aussi un développement de l'entente économique entre les deux pays. Fondée sur le plan quinquennal soviétique, le Pakistan organisa un développement économique important avec l'appui soviétique sur la base de trente millions, puis cinquante millions, de dollars. Principalement concentrée sur les mines de fer, les usines d'énergies, la construction de ports et d'aéroports ainsi que la radio-communication, un total de trente projets sont assistés par les soviétiques,.
En 1968, le ravitaillement en armes soviétiques continue au Pakistan et en Inde. La même année, une délégation soviétique se déplace au Pakistan pour mettre en place une coopération entre les marines pakistanaise et soviétique. En 1970, la base américaine de Peshawar ferme et la promesse de Bhutto est alors tenue en fermant toutes bases de pays étrangers sur son sol. Lors de la visite de Yahya Khan à Moscou en 1970, l'Union soviétique promet de rallonger son aide avec un nouveau plan quinquennal et un financement de 200 millions de dollars de 1970 à 1975. Cependant, la situation se dégrade avec plusieurs événements dont la visite de Kissinger en Chine (amélioration des rapports américano-chinois), le traité indo-soviétique mais aussi le rôle des soviétiques vis-à-vis du Pakistan oriental en 1971,,.

##### Un nouveau tournant (1971-1979)
Certains politologues comme Jacques Lévesque et Ezzedine Mestiri voient le conflit indo-pakistanais comme une guerre par procuration entre la Chine et l'Union soviétique. Le Pakistan est soutenu par la Chine, et l'Inde à cause du traité de paix signé avec Indira Gandhi, reçoit de l'aide de la part des soviétiques, souhaitant agrandir leurs zones d'influence dans le monde indien. Les vétos soviétiques à l'ONU le 5 et 6 décembre 1971 et l'assistance à la rébellion bengali montrent cet intérêt pour une indépendance du Pakistan oriental. Les dirigeants soviétiques interviennent pour demander la fin des répressions du pouvoir central pakistanais dans le génocide des Bengalis le 4 avril,,,. Le Bangladesh est reconnu par Moscou en janvier 1972, et l'Union soviétique installe une base peu de temps après sur le territoire. 
En mars 1972, le Pakistan affirme sa volonté de continuer ses relations avec les soviétiques comme avec l'implantation à Karachi de la Pakistan Steel Mills (en), des échanges universitaires ou encore culturels. Les relations entre les deux entités sont stables durant cette période, et l'entente est cordiale concernant certains sujets dont la crise du Moyen-Orient,.

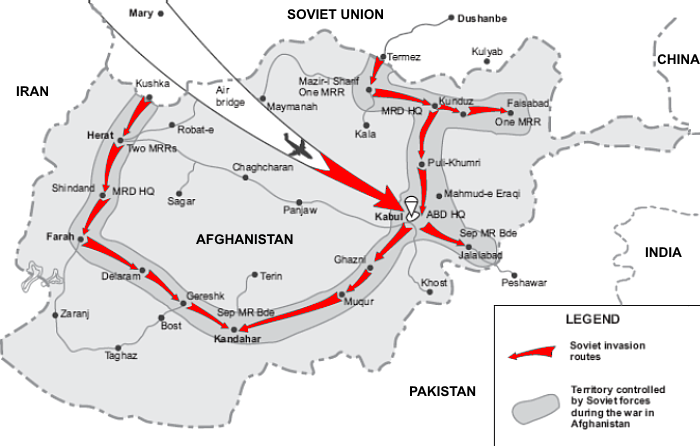
Carte de l'Afghanistan illustrant les mouvements de troupes soviétiques aux frontières pakistanaises.

Les élections de 1977 et la large victoire de Bhutto maintiennent cet équilibre entre les deux nations. Cependant, le coup d'État, mené par Muhammad Zia-ul-Haq, ne provoque pas une grande réaction soviétique. La coopération économique continue en 1978 avec la visite d'Alexis Kossyguine, qui proposa l'assistance soviétique pour une industrie minière dans la vallée de l'Indus. L'année 1979 peut être considérée comme le tournant majeur mettant fin à une période d'entente.

##### Opposition ouverte (1979-1989)
La peine de mort à l'encontre de Bhutto, ancien allié des soviétiques dans le pays provoque la réaction de l'Union soviétique, qui, sous la parole de Léonid Brejnev, demande sa grâce. Après exécution, les relations entre les deux pays sont définitivement dégradées. En décembre 1979, l'invasion de l'Afghanistan, qui se trouve entre l'Union soviétique et le Pakistan, entame une rupture qui se déroulera sur une décennie.
Dans une période où la religion prend une plus grande part dans la société pakistanaise, la progression à ses frontières d'une puissance pratiquant un athéisme d'État provoque une levée de boucliers. Zia-ul-Haq s'implique indirectement dans le conflit en armant les groupes moudjahidin. En effet, le Pakistan est, depuis 1978, la destination des réfugiés afghans, les médias soviétiques commencent à accuser le gouvernement du Pakistan d'interférer dans les affaires internes de leur voisin septentrional, plus de trois millions de réfugiés seront à la frontière de la république islamique. Le gouvernement Zia, dès l'attaque soviétique annule un déplacement diplomatique mais tout au long de la guerre les relations ne sont pas rompues comme en témoigne la présence du président pakistanais aux funérailles de Brejnev en 1982,. Le Pakistan a joué cependant un rôle important dans la défaite soviétique en Afghanistan avec un réseau d'approvisionnement et de coordination des résistances à travers ses services secrets,.

### Fin de l'époque soviétique, relations post-guerre froide
Les frontières entre les deux entités se sont éloignées et l'Afghanistan, cristallisant les tensions n'est plus positionné entre les deux pays. Islamabad et Moscou se sont rapprochés dès le retrait des dernières troupes de l'Armée rouge.

#### Début de la fédération de Russie (1990-1999)
En 1990, l'Union soviétique propose un traité nucléaire. Durant cette décennie, plusieurs visites ont lieu entre les dirigeants pakistanais et russes. L'approvisionnement militaire de la part de la Russie montre l'intérêt du pays pour les nations musulmanes du sud du continent. Cependant, le support du Pakistan aux talibans, à l'origine de soulèvements selon les Russes en Asie comme la Tchétchénie,. Craignant de nouveaux soulèvements, Benazir Bhutto commença à entreprendre une coopération entre les deux pays pour lutter contre les groupes armés et les réseaux de narcotiques passant par les États d'Asie centrale à destination de la Russie. Cette politique continua sous le gouvernement de Nawaz Sharif à partir de 1997. Les services d'intelligences russe et pakistanais font alors cause commune. Le Pakistan est alors pour la Russie un élément clé pour la paix dans la région.

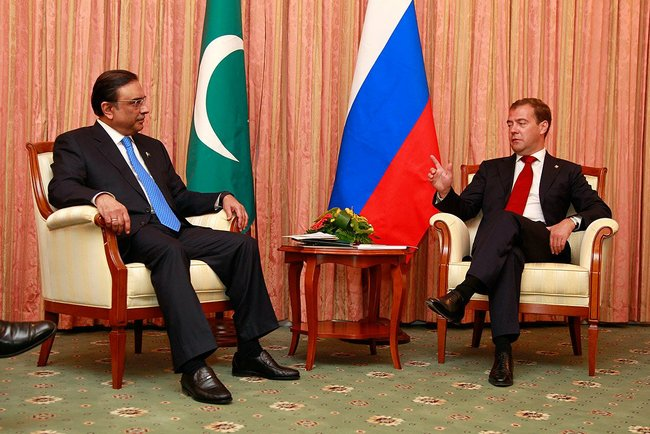
Rencontre entre le président russe Dmitri Medvedev et le président pakistanais Asif Ali Zardari en 2011.

Le rapprochement se fait aussi économiquement avec un essor des échanges et des collaborations comme l'envoi du premier satellite pakistanais avec une fusée russe en 1999, montrant les échanges entre les deux agences spatiales.

#### Relations post-9/11
Les attentats du 11 septembre 2001 mettent un terme définitif au soutien du Pakistan aux talibans. Les relations économiques continuent de progresser ainsi que les relations diplomatiques avec l'entrée encouragée par la Russie en 2005 du Pakistan en tant que membre observateur de l'organisation de coopération de Shanghai jusqu'à son adhésion en 2015,,. Les coopérations militaires sont de plus en plus courantes avec des exercices et des actions dans le cadre de la guerre contre le terrorisme,. Le 9 décembre 2017, un accord est signé pour une exploitation off-shore de la part de la Russie.

## Commerce
Les deux pays sont des membres de l'Organisation mondiale du commerce. Les deux pays ont signé plusieurs mémorandums d'entente sur des secteurs comme l'acier, le charbon ou encore l’énergie avec des pipelines. L'entreprise russe Gazprom est impliqué dans ces accords. Le 12 octobre 2012, le Forum économique pakistano-russe a été créé avec pour objectif de consolider les liens entre les deux pays. En 2015, un projet de gazoduc est signé pour relier Karachi à Lahore et envisage la réalisation d'une infrastructure reliant l'Iran à l'Inde en passant par le Pakistan,. 
| Exercice  | Importations | Exportations |
| --------- | ------------ | ------------ |
| 2003-2004 | 86,2         | 21,39        |
| 2004-2005 | 57,14        | 45,05        |
| 2005-2006 | 140,76       | 67,67        |
| 2006-2007 | 74,5         | 91,23        |
| 2007-2008 | 101,13       | 103,79       |
| 2008-2009 | 376,91       | 114,87       |
| 2009-2010 | 42,83        | 139,99       |
| 2010-2011 | 25,22        | 206,58       |
| 2011-2012 | 87,84        | 206,98       |
| 2012-2013 | 108,01       | 235,36       |
| 2013-2014 | 127,52       | 214,62       |
| 2014-2015 | 76,14        | 192,9        |
| 2015-2016 | 146,79       | 151,08       |

## Culture

### Arts
Le 14 novembre, Najam ul Sahar Butt, reçoit la médaille Pouchkine célébrant la diffusion et la promotion de la langue russe. En effet, Najam a traduit plusieurs livres russes — dont la biographie de Vladimir Poutine — en ourdou et devient le premier ressortissant pakistanais à recevoir cette distinction.

### Opinion publique
Malgré les bonnes relations entre les dirigeants, la population russe voit l'influence pakistanaise comme étant négative à 45 % tandis que les pakistanais considèrent l'influence politique russe nuisible à hauteur de 47 %. Cependant, selon un sondage Pew, les deux peuples convergent sur l'idée d'un leader fort avant la démocratie (61 % pour les pakistanais et 57 % pour les russes).